# Pereute leucodrosime
Pereute leucodrosime là một loài bướm thuộc họ Pieridae. Nó được tìm thấy ở Nam Mỹ, bao gồm Ecuador, Colombia, Venezuela và Peru.
Sải cánh dài 65–70 mm.

## Phụ loài
- Pereute leucodrosime caesarea (Ecuador)
- Pereute leucodrosime leucodrosime (Colombia, Venezuela)
- Pereute leucodrosime beryllina (Ecuador)
- Pereute leucodrosime bellatrix (Peru)

## Hình ảnh

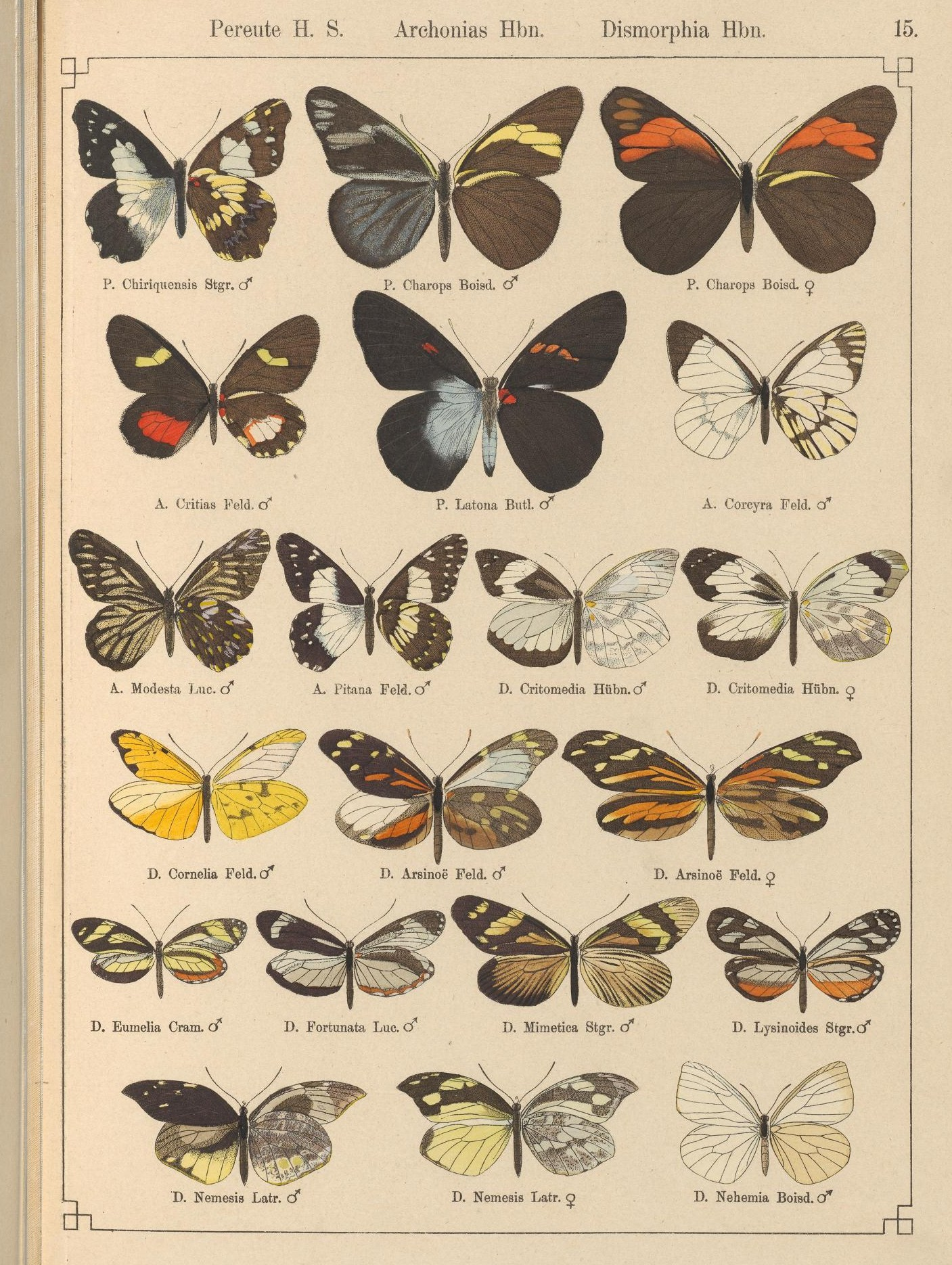